# Siwfass
Siwfass är en bergstopp i Schweiz.   Den ligger i kantonen Uri, i den centrala delen av landet, 90 km öster om huvudstaden Bern. Toppen på Siwfass är 2 180 meter över havet, eller 152 meter över den omgivande terrängen. Bredden vid basen är 1,4 km.
Terrängen runt Siwfass är huvudsakligen bergig, men den allra närmaste omgivningen är kuperad. Närmaste större samhälle är Schwyz, 11,5 km norr om Siwfass. 
I omgivningarna runt Siwfass växer i huvudsak blandskog. Runt Siwfass är det glesbefolkat, med 9 invånare per kvadratkilometer.